# Jojo’s
Die Jojo’s, auch Jojos oder JOJOS, sind eine deutsche Band, die hauptsächlich Musik für Kinder produziert. Bekannt wurde sie im Jahr 2002 durch die Single „Ohne Holland fahr’n wir zur WM“, die sie in Zusammenarbeit mit Helmut aus Mallorca veröffentlichten.

## Hintergrund
Die Band wurde 1986 von den Brüdern Jens und Jörg Mehring aus Osnabrück gegründet. Bis 2008 war außerdem Frank Acker Mitglied der Gruppe. Die Jojo’s traten anfangs mit Coverversionen auf, bevor sie über Stimmungsmusik zur Produktion von Musik für Kinder übergingen. 
Im Jahr 1998 veröffentlichten sie ihre erste CD „Kalte Füße“ bei Wattsmusic/Österreich. Anfang 2000 gelangten sie mit der Single „Der Rotwein wird mein Tod sein“ das erste Mal in die österreichischen Singlecharts (2 Wochen, Platz 38). Ende des gleichen Jahres trat die Band mit dem Song „Kalte Füße“ beim Grand Prix der guten Laune in der ARD auf.
Die gemeinsam mit Helmut aus Mallorca produzierte Single „Ohne Holland fahr’n wir zur WM“ hielt sich 2002 15 Wochen lang in den deutschen Charts.
Canary Dance, eine Single, die gemeinsam mit D-JMC aufgenommen wurde, erreichte 2005 in den österreichischen Charts Platz 52.

## Diskografie
- 2001: Kalte Füsse (Koch Universal)
- 2003: Das Coolste Party Album der Welt (Koch Universal)
- 2005: Dino Pully und Seine Freunde
- 2006: Das Kuhle Familienalbum
- 2007: Kleiner Eisbär
- 2009: Kinderträume
- 2011: Total Verrückt
- 2012: Werd fit mach mit
- 2012: Hörspiel Lucky Truck und seine Freunde
- 2014: Tierische Tanzparade
- 2015: Kinderpiratenhits
- 2016: Kinderlieder U3/U6/U9